# خواكين دي لوز
خواكين دي لوز (بالإسبانية: Joaquín de Luz)‏ هو راقص باليه إسباني، ولد في 31 مارس 1976 في مدريد في إسبانيا.